# Crevin
Crévin redirige ici.
Crevin est une commune française située dans le département d'Ille-et-Vilaine en région Bretagne. Elles est localisée à une vingtaine de kilomètres au sud de Rennes, dans le Pays des Vallons-de-Vilaine.
La commune a obtenu le label national Village étape en 2019.

## Géographie
Les communes limitrophes sont : Bourg-des-Comptes, Poligné, Pancé, Le Petit-Fougeray, Chanteloup et Laillé.
| Laillé            | Chanteloup |                   |
| Bourg-des-Comptes | Crevin     | Le Petit-Fougeray |
| Poligné           | Pancé      |                   |

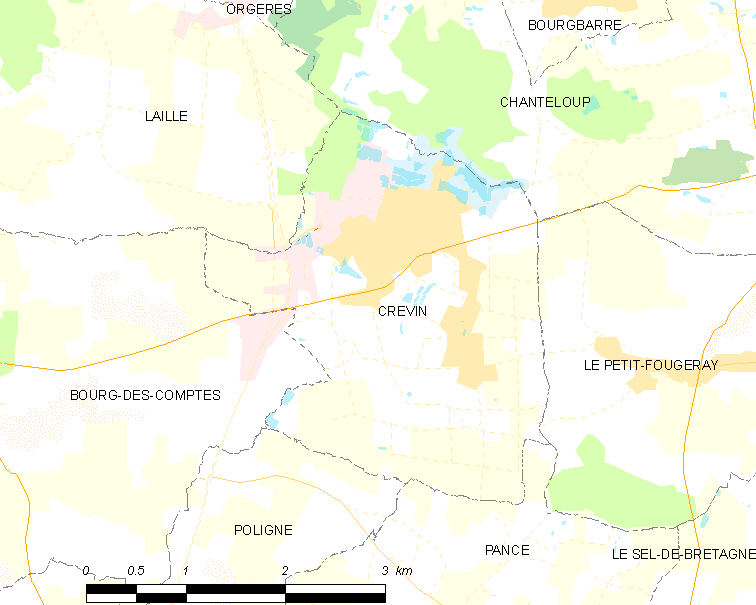
Carte de la commune.

Le bois de Pouez de 355,73 hectares se trouve au nord de la commune.

### Hydrographie
Pour un article plus général, voir Réseau hydrographique d'Ille-et-Vilaine.
La commune est située dans le bassin Loire-Bretagne. Elle est drainée par le ruisseau de Chalouzais, l'Hodeillé, le ruisseau de la Feuvrais, le ruisseau de loiselière et le ruisseau des Caillons,,.
Le Caillons, d'une longueur de 10 km, prend sa source dans la commune du Petit-Fougeray et se jette  dans la Vilaine à Bourg-des-Comptes, après avoir traversé quatre communes. 

### Climat
Pour des articles plus généraux, voir Climat de la Bretagne et Climat d'Ille-et-Vilaine.
En 2010, le climat de la commune est de type climat océanique altéré, selon une étude du CNRS s'appuyant sur une série de données couvrant la période 1971-2000. En 2020, Météo-France publie une typologie des climats de la France métropolitaine dans laquelle la commune est exposée à un climat océanique et est dans la région climatique  Bretagne orientale et méridionale, Pays nantais, Vendée, caractérisée par une faible pluviométrie en été et une bonne insolation. Parallèlement l'observatoire de l'environnement en Bretagne publie en 2020 un zonage climatique de la région Bretagne, s'appuyant sur des données de Météo-France de 2009. La commune est, selon ce zonage, dans la zone « Sud Est », avec des étés relativement chauds et ensoleillés.  
Pour la période 1971-2000, la température annuelle moyenne est de 11,2 °C, avec une amplitude thermique annuelle de 13,2 °C. Le cumul annuel moyen de précipitations est de 762 mm, avec 12,7 jours de précipitations en janvier et 7 jours en juillet. Pour la période 1991-2020, la température moyenne annuelle observée sur la station météorologique la plus proche, située sur la commune de Saint-Jacques-de-la-Lande à 15 km à vol d'oiseau, est de 12,4 °C et le cumul annuel moyen de précipitations est de 691,0 mm,. Pour l'avenir, les paramètres climatiques de la commune estimés pour 2050 selon différents scénarios d'émission de gaz à effet de serre sont consultables sur un site dédié publié par Météo-France en novembre 2022.

## Urbanisme

### Typologie
Au 1er janvier 2024, Crevin est catégorisée bourg rural, selon la nouvelle grille communale de densité à sept niveaux définie par l'Insee en 2022.
Elle appartient à l'unité urbaine de Crevin, une unité urbaine monocommunale constituant une ville isolée,. Par ailleurs la commune fait partie de l'aire d'attraction de Rennes, dont elle est une commune de la couronne,. Cette aire, qui regroupe 183 communes, est catégorisée dans les aires de 700 000 habitants ou plus (hors Paris),.

### Occupation des sols
L'occupation des sols de la commune, telle qu'elle ressort de la base de données européenne d'occupation biophysique des sols Corine Land Cover (CLC), est marquée par l'importance des territoires agricoles (64,8 % en 2018), en diminution par rapport à 1990 (80 %). La répartition détaillée en 2018 est la suivante : 
zones agricoles hétérogènes (32,9 %), terres arables (30,5 %), zones urbanisées (18,4 %), zones industrielles ou commerciales et réseaux de communication (9,2 %), eaux continentales (4,2 %), forêts (3,4 %), prairies (1,4 %). L'évolution de l'occupation des sols de la commune et de ses infrastructures peut être observée sur les différentes représentations cartographiques du territoire : la carte de Cassini (XVIIIe siècle), la carte d'état-major (1820-1866) et les cartes ou photos aériennes de l'IGN pour la période actuelle (1950 à aujourd'hui).

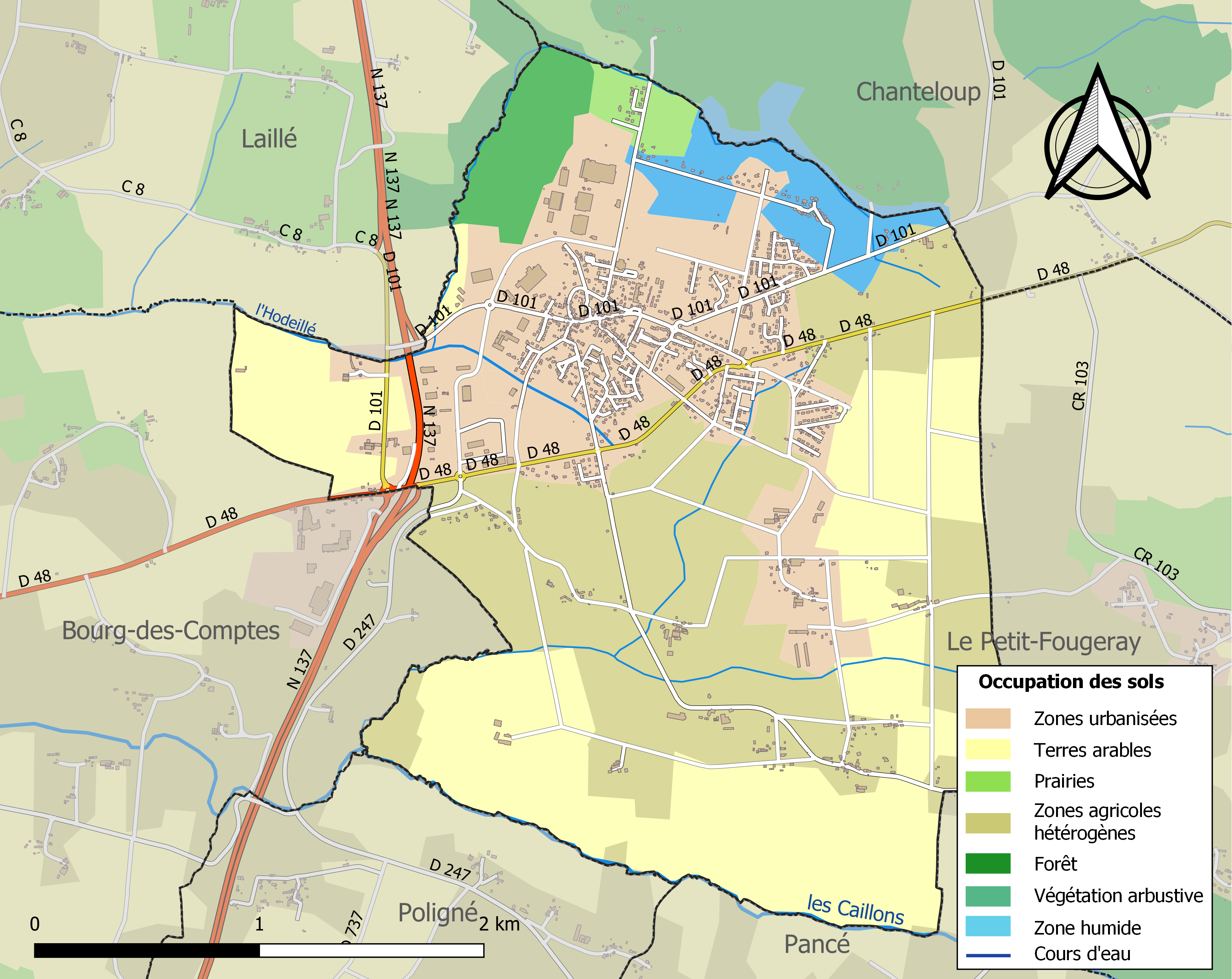
Carte des infrastructures et de l'occupation des sols de la commune en 2018 (CLC).

## Toponymie
On trouve la forme ancienne attestée de Creven en 1518.
Le 1er janvier 2005, le nom de Crévin devient Crevin dans le code officiel géographique.
La forme bretonne proposée par l'Office public de la langue bretonne est Kreven. En gallo, la commune est appelée Créven.

## Histoire
La commune de Crevin a été créée le 10 décembre 1889, par démembrement de la commune de Poligné,.

## Politique et administration

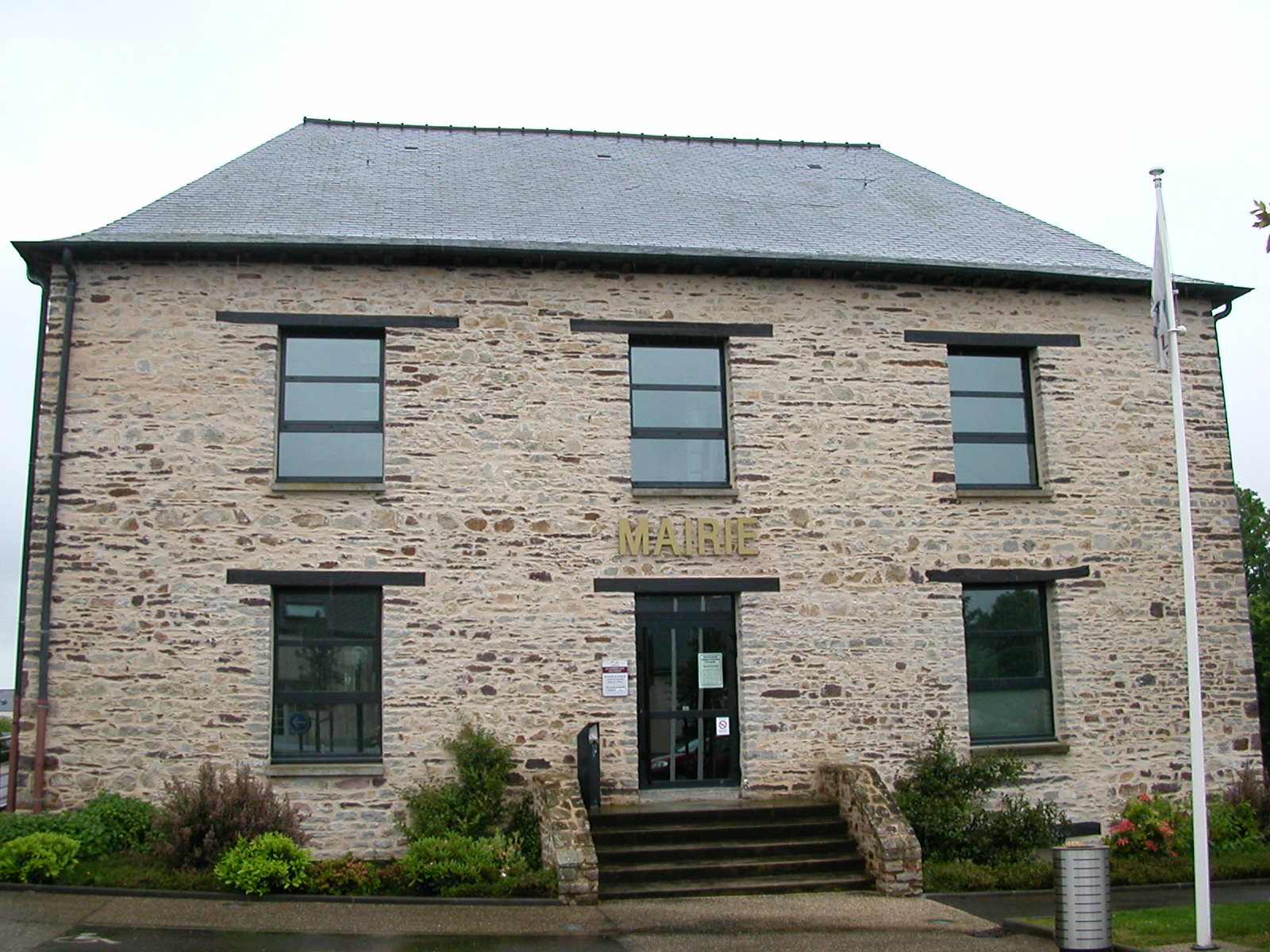
Mairie de Crevin.

| Période                                  | Période   | Identité       | Étiquette     | Qualité                                                                                     |
| ---------------------------------------- | --------- | -------------- | ------------- | ------------------------------------------------------------------------------------------- |
| Les données manquantes sont à compléter. |           |                |               |                                                                                             |
|                                          |           | M. Brûlé       |               |                                                                                             |
| mars 1959                                | juin 1995 | Léon Gendrot   | Centre gauche | Chef d'entreprise, ancien résistant Maire honoraire Chevalier de la Légion d'honneur (2015) |
| juin 1995                                | En cours  | Daniel Gendrot | DVG           | Cadre France Télécom Réélu pour le mandat 2020-2026                                         |

## Démographie
L'évolution du nombre d'habitants est connue à travers les recensements de la population effectués dans la commune depuis 1891. Pour les communes de moins de 10 000 habitants, une enquête de recensement portant sur toute la population est réalisée tous les cinq ans, les populations de référence des années intermédiaires étant quant à elles estimées par interpolation ou extrapolation. Pour la commune, le premier recensement exhaustif entrant dans le cadre du nouveau dispositif a été réalisé en 2006.

En 2022, la commune comptait 2 790 habitants, en évolution de +0,83 % par rapport à 2016 (Ille-et-Vilaine : +5,46 %, France hors Mayotte : +2,11 %).
| 1891 | 1896 | 1901 | 1906 | 1911 | 1921 | 1926 | 1931 | 1936 |
| ---- | ---- | ---- | ---- | ---- | ---- | ---- | ---- | ---- |
| 482  | 449  | 457  | 453  | 420  | 379  | 394  | 375  | 337  |

| 1946 | 1954 | 1962 | 1968 | 1975 | 1982 | 1990  | 1999  | 2006  |
| ---- | ---- | ---- | ---- | ---- | ---- | ----- | ----- | ----- |
| 334  | 350  | 360  | 346  | 456  | 797  | 1 247 | 1 723 | 2 342 |

| 2011  | 2016  | 2021  | 2022  | - | - | - | - | - |
| ----- | ----- | ----- | ----- | - | - | - | - | - |
| 2 602 | 2 767 | 2 814 | 2 790 | - | - | - | - | - |

## Lieux et monuments
La Motte Ferchaud est une motte castrale avec une tour de pierre de 8 m de côté du XIIIe siècle. Cet ensemble qui s'inspire de la motte et de la maison forte est qualifié de manoir-tour.
Un ancien moulin à vent se trouvait à Bel-Air, sur la route Bourg-des-Comptes,.
L'église paroissiale Notre-Dame-de-l'Assomption.
Le bois de Pouez et ses sentiers pour les promeneurs.

## Équipements et services

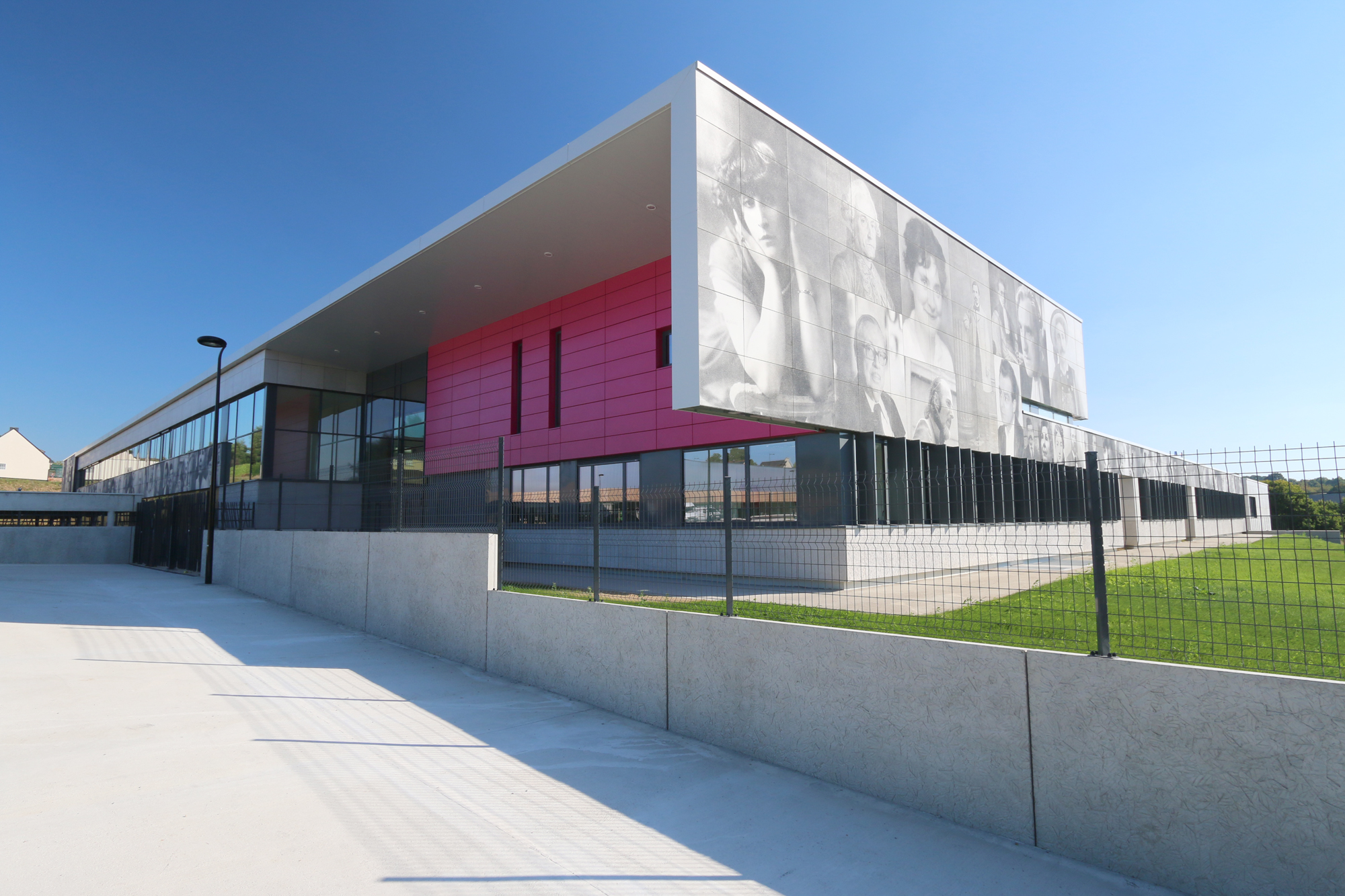
Collège de Crevin.

### Nouveau collège
Le nouveau collège de Crevin a ouvert ses portes en septembre 2014 au moment de la rentrée. En 2016, il a été collectivement décidé de le nommer « Simone Veil ». 

### Équipements sportifs
La ville de Crevin dispose d'un terrain multisports en aluminium depuis janvier 2010 et de deux salles de sports.